# ثقافة مرئية

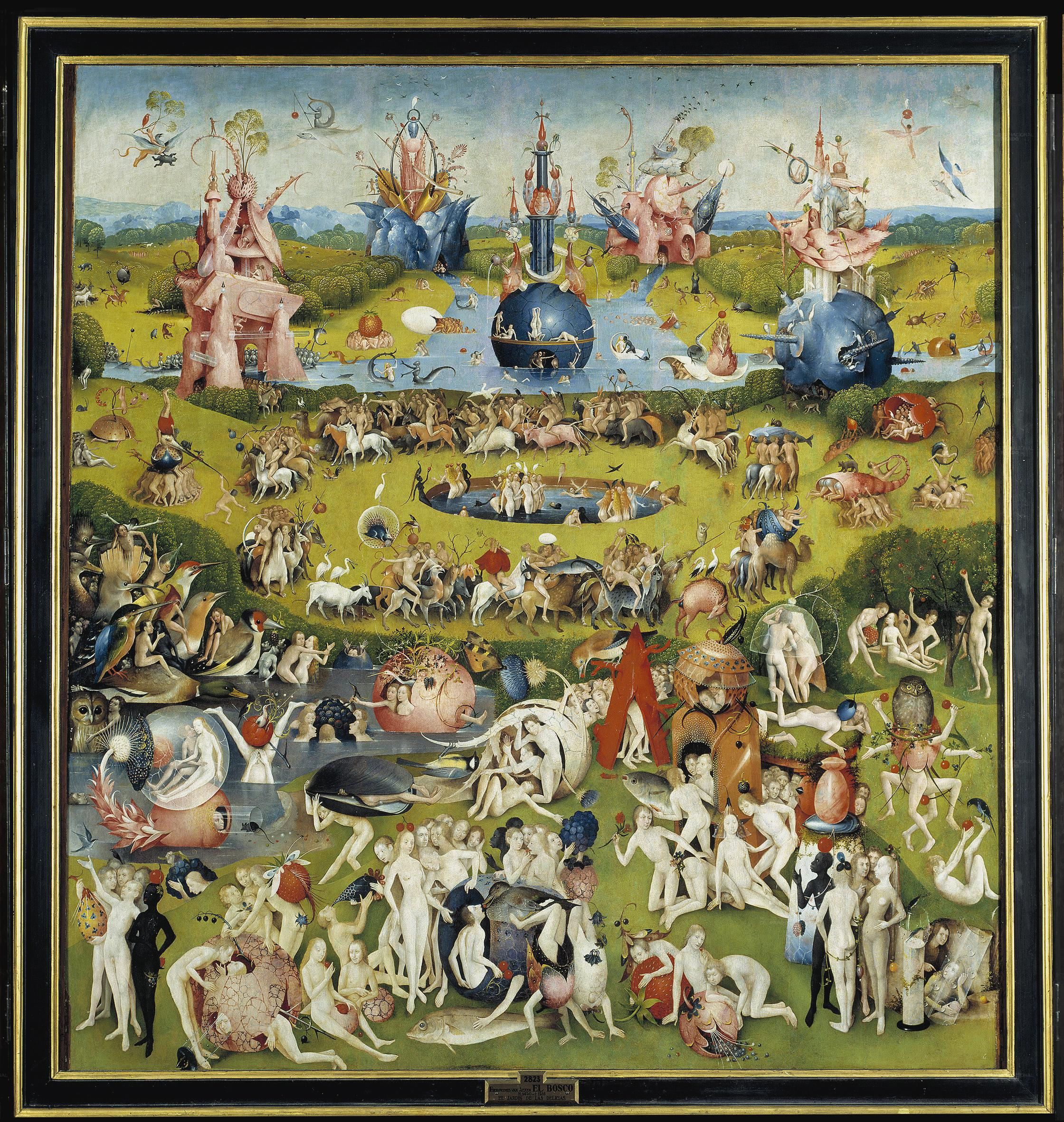

الثقافة المرئية كمادة أكاديمية هي مجال دراسة يتضمن بوجه عام بعض تركيبات الدراسات الثقافية وتاريخ الفن والنظرية النقدية والفلسفة والأنثروبولوجي، وذلك من خلال التركيز على جوانب الثقافة التي تعتمد على الصور المرئية.

## نظرة عامة
وبين واضعي النظريات الذين يعملون في نطاق الثقافة المعاصرة، غالبًا ما يتداخل مجال الدراسة هذا مع دراسات الأفلام ونظرية التحليل النفسي والدراسات النوعية ونظرية غرابة الأطوار ودراسة التلفزيون؛ كما قد يتضمن دراسات ألعاب الفيديو والممثلين الهزليين والوسائط الفنية التقليدية والإعلان والإنترنت وأي وسيط آخر به مكون مرئي مهم.
ويرجع تعدد استخدامات هذا المجال إلى مجموعة العناصر التي يتضمنها مصطلح «الثقافة المرئية»، والذي يجمع «الأحداث المرئية التي يبحث فيها المستهلك عن المعلومات أو المعنى أو السرور عند التعامل مع التقنية المرئية.» يشير مصطلح «التقنية المرئية» إلى أي وسائط مصممة لأغراض الإدراك أو تنطوي على إمكانات من شأنها زيادة قدراتنا المرئية.
ونظرًا لتغير الجوانب التقنية للثقافة المرئية إلى جانب الرغبة العلمية المشتقة من طرق معينة لإنشاء تصنيفات أو توضيح معنى لفظ «مرئي»، فإن العديد من جوانب «الثقافة المرئية» تتداخل مع دراسة العلم والتقنية، بما يتضمن الوسائط الإلكترونية الهجينة والعلم الإدراكي وعلم الأعصاب والصور ونظرية الدماغ. في مقابلة أجريت مع مجلة الثقافة المرئية، يفسر الأكاديمي مارتن جاي بروز هذه الرابطة بين ما هو مرئي وما هو تقني: «طالما نعيش في ثقافة تغري تطوراتها التقنية بإنتاج وتوزيع هذه الصور على مستوى غير متصور حتى الآن، فمن الضروري التركيز على كيفية عملها وما تقوم به، بدلاً من المرور عليها مرور الكرام بسرعة فائقة للانتقال إلى الأفكار التي تمثلها أو الحقيقة التي تدعي أنها تصورها. وبالقيام بذلك، من الضروري أن نطرح أسئلة بشأن. . . توسطات تقنية وامتدادات للتجربة المرئية.»
كما قد تتداخل مع مجال ناشئ آخر، وهو «دراسات الأداء». نظرًا لأن «التحول من تاريخ الفن إلى دراسات الثقافة المرئية يتم بالتوازي مع تحول من الدراسات المسرحية إلى دراسات الأداء»، فمن الواضح أن التحول المنظوري الذي يتضمنه كلا المجالين الناشئين قابل للمقارنة. يتم تدريس «الثقافة المرئية» تحت مجموعة متنوعة من الأسماء في مؤسسات مختلفة، بما يتضمن «الدراسات المرئية والنقدية» و«الدراسات المرئية والثقافية» و«الدراسات المرئية».
ظهر تحليل يطبق هذه الطريقة على الوسائط الحسابية. على سبيل المثال، في عام 2008 أجرى يوكيهيكو يوشيدا دراسة تسمى Leni Riefenstahl and German expressionism": research in Visual Cultural Studies using the trans-disciplinary semantic spaces of specialized dictionaries." أخذت الدراسة قواعد بيانات الصور المميزة بكلمات رئيسية ذات دلالة ومباشرة (محرك بحث) واكتشفت أن صور رايفنستال كانت تتميز بنفس سمات الصور المميزة بكلمة «انحطاط» في عنوان المعرض، «فن الانحطاط» في ألمانيا عام 1937.

## معلومات تاريخية
تمت الأعمال المبكرة حول الثقافة المرئية عن طريق جون بيرجر (مسلسل Ways of Seeing، عام 1972) ولورا مالفي (Visual Pleasure and Narrative Cinema، عام 1975) الذي يتبع نظرية جاك لاكان بشأن التحديق غير الواعي. كما لعب رواد القرن العشرين مثل جيورجي كيبيس وويليام إفينز الابن وكذلك علماء الظواهر المشهورون مثل موريس ميرلو بونتي أدوارًا مهمة في وضع أساس لهذا التخصص.
تمت الأعمال الرئيسية حول الثقافة المرئية بواسطة دابليو جيه تي ميتشيل، وخاصة في كتبه Iconology وPicture Theory، وبواسطة المؤرخ الفني وواضع النظريات الثقافية جريسيلدا بولوك. ويتضمن الكتاب الآخرين المهمين بالنسبة للثقافة المرئية ستوارت هول ورولاند بارثز وجين فرانسوا ليوتارد وروزاليند كراوس وبول كراوثر وسلافوج زيزيك. وتمت أعمال مستمرة بواسطة ليزا كارترايت ومارجاريتا ديكوفيتسكايا وكريس جينكس ونيكولاس ميرزويف.
تزايدت أهمية دراسات «الثقافة المرئية» في الدراسات الدينية من خلال أعمال ديفيد مورجان وسالي برومي وجيفري إف هامبورجر وإس برينت بليت.

## التمييز بين دراسات الثقافة المرئية ودراسات الصور
بينما تظل الصورة نقطة بؤرية في دراسات الثقافة المرئية، فإن العلاقات بين الصور والمستهلكين هي ما يتم تقييمه من أجل مغزاها الثقافي، وليس الصورة في حد ذاتها. مارتن جاي يوضح هذا قائلاً «رغم أن الصور من جميع الأنواع عملت لفترة طويلة كرسوم توضيحية للمناقشات التي أصبحت منطقية، إلا أن نمو الثقافة المرئية كمجال سمح بفحصها بدرجة أكبر بمصطلحاتها الخاصة كمنتجات شكلية معقدة أو حوافز للتجارب المرئية».
وبالمثل، فإن دابليو جيه تي ميتشيل يميز بصراحة بين المجالين في دعوته أن دراسات الثقافة المرئية «يساعدنا على أن نرى أن شيئًا باتساع الصورة لا يستنفد مجال الرؤية، وأن الدراسات المرئية ودراسات الصور ليسا شيئًا واحدًا، وأن دراسة الصورة المرئية هي مجرد مكون واحد للمجال الأوسع نطاقًا».

## كتابات أخرى (كتب)
- Bartholeyns, Gil, Dierkens, Alain & Golsenne, Thomas (ed.) (2010). La Performance des images (ط. 1st). Brussels: Brussels University Press. {{استشهاد بكتاب}}: |مؤلف= باسم عام (مساعدة) والوسيط غير المعروف |الرقم المعياري= تم تجاهله يقترح استخدام |ردمك= (مساعدة)صيانة الاستشهاد: أسماء متعددة: قائمة المؤلفين (link)
- Alloa, Emmanuel (ed.), Gottfried Boehm, Marie-José Mondzain, Jean-Luc Nancy, Emanuele Coccia, W. J. T. Mitchell, Horst Bredekamp, Georges Didi-Huberman, Hans Belting (2011). Penser l'image (ط. 2nd). Dijon: Presses du réel. {{استشهاد بكتاب}}: الوسيط غير المعروف |الرقم المعياري= تم تجاهله يقترح استخدام |ردمك= (مساعدة)صيانة الاستشهاد: أسماء متعددة: قائمة المؤلفين (link)
- Dikovitskaya, Margaret (2005). Visual Culture: The Study of the Visual after the Cultural Turn (ط. 1st). Cambridge, Ma: The MIT Press. {{استشهاد بكتاب}}: الوسيط غير المعروف |الرقم المعياري= تم تجاهله يقترح استخدام |ردمك= (مساعدة)
- Elkins، James (2003). Visual Studies: A Skeptical Introduction. New York: Routledge. {{استشهاد بكتاب}}: الوسيط غير المعروف |الرقم المعياري= تم تجاهله يقترح استخدام |ردمك= (مساعدة)
- All Consuming Images: The Politics of Style in Contemporary Culture (ط. 1st). New York, NY: Basic Books. 1988. {{استشهاد بكتاب}}: الوسيط غير المعروف |الرقم المعياري= تم تجاهله يقترح استخدام |ردمك= (مساعدة)
- Fuery, Kelli & Patrick Fuery (2003). Visual Culture and Critical Theory (ط. 1st). London: Arnold Publisher. {{استشهاد بكتاب}}: الوسيط غير المعروف |الرقم المعياري= تم تجاهله يقترح استخدام |ردمك= (مساعدة)
- Oliver Grau: Virtual Art. From Illusion to Immersion. MIT-Press, Cambridge/Mass. 2003.
- Oliver Grau, Andreas Keil (Hrsg.): Mediale Emotionen. Zur Lenkung von Gefühlen durch Bild und Sound. Fischer, Frankfurt am Main 2005.
- Oliver Grau (Hrsg.): Imagery in the 21st Century. MIT-Press, Cambridge 2011.
- Manghani، Sunil (2006). Images: A Reader. London: Sage. {{استشهاد بكتاب}}: الوسيط author-name-list parameters تكرر أكثر من مرة (مساعدة) والوسيط غير المعروف |الرقم المعياري= تم تجاهله يقترح استخدام |ردمك= (مساعدة)
- Manghani، Sunil (2008). Image Critique. London: Intellect Books. {{استشهاد بكتاب}}: الوسيط غير المعروف |الرقم المعياري= تم تجاهله يقترح استخدام |ردمك= (مساعدة)
- Jay, Martin (ed.), 'The State of Visual Culture Studies', themed issue of Journal of Visual Culture, vol.4, no.2, August 2005, London: Sage. ISSN 1470-4129. eISSN 1741-2994
- An Introduction to Visual Culture. London: Routledge. 1999. {{استشهاد بكتاب}}: الوسيط غير المعروف |الرقم المعياري= تم تجاهله يقترح استخدام |ردمك= (مساعدة)
- Michael Ann, Holly & Moxey, Keith (2002). Art History, Aesthetics, Visual Studies (ط. 1st). Massachusetts: Clark Art Institute and Yale University Press. {{استشهاد بكتاب}}: الوسيط غير المعروف |الرقم المعياري= تم تجاهله يقترح استخدام |ردمك= (مساعدة)صيانة الاستشهاد: أسماء متعددة: قائمة المؤلفين (link)
- Mirzoeff, Nicholas (ed.) (2002). The Visual Culture Reader (ط. 2nd). London: Routledge. {{استشهاد بكتاب}}: |مؤلف= باسم عام (مساعدة) والوسيط غير المعروف |الرقم المعياري= تم تجاهله يقترح استخدام |ردمك= (مساعدة)
- Morra, Joanne & Smith, Marquard (eds.) (2006). Visual Culture: Critical Concepts in Media and Cultural Studies, 4 vols. London: Routledge. {{استشهاد بكتاب}}: |مؤلف= باسم عام (مساعدة) والوسيط غير المعروف |الرقم المعياري= تم تجاهله يقترح استخدام |ردمك= (مساعدة)صيانة الاستشهاد: أسماء متعددة: قائمة المؤلفين (link)
- Plate, S. Brent, Religion, Art, and Visual Culture. (New York: Palgrave Macmillan, 2002) ISBN 0-312-24029-5
- Smith, Marquard, 'Visual Culture Studies: Questions of History, Theory, and Practice' in Jones, Amelia (ed.) A Companion to Contemporary Art Since 1945, Oxford: Blackwell, 2006. ISBN 978-1-4051-3542-9
- Yoshida,Yukihiko, Leni Riefenstahl and German Expressionism: A Study of Visual Cultural Studies Using Transdisciplinary Semantic Space of Specialized Dictionaries ,Technoetic Arts: a journal of speculative research (Editor Roy Ascott),Volume 8, Issue3,intellect,2008
- Lisa Cartwright (2007). Practices of Looking: An Introduction to Visual Culture (ط. 2nd). Oxford: مطبعة جامعة أكسفورد. {{استشهاد بكتاب}}: الوسيط غير المعروف |الرقم المعياري= تم تجاهله يقترح استخدام |ردمك= (مساعدة)

## وصلات خارجية
- Journal of Visual Culture | Publisher's Website
- Visual Studies journal
- Culture Visuelle social media
- viz.: Rhetoric, Visual Culture, Pedagogy نسخة محفوظة 20 يوليو 2011 على موقع واي باك مشين.
- William Blake and Visual Culture: A Special Issue of the Journal Imagetext
- Material collection from Introduction to Media Theory and Visual Culture, by Professor Martin Irvine
- Visual Culture Collective
- Duke University Visual Studies Initiative
- Visual Studies @ University of Houston نسخة محفوظة 9 مايو 2008 على موقع واي باك مشين.
- International Visual Sociology Association
- Visual Studies @ University of California, Irvine
- Centre for Visual & Cultural Studies, Edinburgh College of Art, Scotland
- Visual Culture in Britain, Journal
- Visual Studies @ University of California, Santa Cruz
- Interfaces: Studies in Visual Culture book series
- Contemporary International Visual Culture